# اجرتن (مینه‌سوتا)
اجرتن، مینه‌سوتا (به انگلیسی: Edgerton, Minnesota) یک شهر در ایالات متحده آمریکا است که در مینه‌سوتا واقع شده‌است.

## خصوصیات
اجرتن ۳٫۰۰ کیلومترمربع مساحت و ۱٬۱۸۹ نفر جمعیت دارد و ۴۸۱ متر بالاتر از سطح دریا واقع شده‌است.